# Atletica leggera ai Giochi della XXXI Olimpiade - 800 metri piani femminili

Video ufficiale della Finale

Gli 800 metri piani hanno fatto parte del programma femminile di atletica leggera ai Giochi della XXXI Olimpiade. La competizione si è svolta nei giorni 17, 18 e 20 agosto allo Stadio Nilton Santos di Rio de Janeiro.

## Presenze ed assenze delle campionesse in carica
Per i campionati europei si considera l'edizione del 2014.
| Competizione         | Atleta              | Prestazione | Rio 2016 |
| -------------------- | ------------------- | ----------- | -------- |
| Olimpiadi 2012       | Caster Semenya      | 1'57”23     | Presente |
| Commonwealth 2014    | Eunice Jepkoech Sum | 2'00”31     | Presente |
| Europei 2014         | Maryna Arzamasava   | 1'58”15     | Presente |
| Asiatici 2014        | Margarita Mukasheva | 1'59”02     | Presente |
| Panamericani 2015    | Melissa Bishop      | 1'59”62     | Presente |
| Africani 2015        | Caster Semenya      | 2'00”97     | Presente |
| Mondiali 2015        | Maryna Arzamasava   | 1'58”03     | Presente |
|                      |                     |             |          |
| Mondiali junior 2012 | Ajeé Wilson         | 2'00”91     | Presente |

## La gara
Caster Semenya (Sud Africa) è autorizzata a gareggiare nonostante il suo livello di testosterone naturale sia superiore alla norma. 

Tutte le migliori passano i turni eliminatori. Ben 16 atlete scendono sotto i 2 minuti al primo turno (miglior tempo 1'58”38 della canadese Melissa Bishop); 14 su 24 ripetono la prestazione in semifinale (miglior tempo della Semenya con 1'58”15).
In finale la superiorità della sudafricana sulle altre concorrenti è netta. Si pone in testa al gruppo (primo giro in 57”59), si lascia superare da Margaret Wambui (1'26”72 ai 600 metri), poi la riprende e va a vincere con un distacco di dieci metri. 
La sudafricana vince con un amplissimo vantaggio: 1 secondo e 19 centesimi. Stabilisce il proprio primato personale, che è anche record del suo Paese (il record africano rimane 1'54”01 di Pamela Jelimo). La Wambui si fa raggiungere nel finale dalla più esperta Francine Niyonsaba, che conquista l'argento. Cinque delle otto finaliste stabiliscono il record personale.

## Risultati

### Batterie
Qualificazione: le prime due di ogni batteria (Q) e i successivi 8 migliori tempi (q).

#### Batteria 1
| Posizione | Corsia | Atleta             | Nazionalità   | Tempo   | Note |
| --------- | ------ | ------------------ | ------------- | ------- | ---- |
| 1         | 4      | Lynsey Sharp       | Regno Unito   | 2'00"83 | Q    |
| 2         | 1      | Amela Terzić       | Serbia        | 2'00"99 | Q    |
| 3         | 6      | Sahily Diago       | Cuba          | 2'01"38 |      |
| 4         | 8      | Angela Petty       | Nuova Zelanda | 2'02"40 |      |
| 5         | 7      | Justine Fedronic   | Francia       | 2'02"73 |      |
| 6         | 2      | Olha Lyakhova      | Ucraina       | 2'03"02 |      |
| 7         | 3      | Florina Pierdevară | Romania       | 2'03"32 |      |
| 8         | 5      | Ciara Everard      | Irlanda       | 2'07"91 |      |

#### Batteria 2
| Posizione | Corsia | Atleta                | Nazionalità               | Tempo   | Note |
| --------- | ------ | --------------------- | ------------------------- | ------- | ---- |
| 1         | 4      | Caster Semenya        | Sudafrica                 | 1'59"31 | Q    |
| 2         | 8      | Ajee' Wilson          | Stati Uniti               | 1'59"44 | Q    |
| 3         | 5      | Shelayna Oskan-Clarke | Regno Unito               | 1'59"67 | q    |
| 4         | 3      | Wang Chunyu           | Cina                      | 1'59"93 | q    |
| 5         | 1      | Margarita Mukasheva   | Kazakistan                | 2'00"97 |      |
| 6         | 2      | Claudia Bobocea       | Romania                   | 2'03"75 |      |
| 7         | 7      | Rose Nathike Lokonyen | Atleti Olimpici Rifugiati | 2'16"64 |      |
| 8         | 7      | Houleye Ba            | Mauritania                | 2'43"52 |      |
| –         | 6      | Rababe Arafi          | Marocco                   |         | Rit. |

#### Batteria 3
| Posizione | Corsia | Atleta              | Nazionalità | Tempo   | Note                                     |
| --------- | ------ | ------------------- | ----------- | ------- | ---------------------------------------- |
| 1         | 2      | Selina Büchel       | Svizzera    | 1'59"00 | Q                                        |
| 2         | 6      | Margaret Wambui     | Kenya       | 1'59"66 | Q                                        |
| 3         | 4      | Nataliya Pryshchepa | Ucraina     | 1'59"80 | q                                        |
| 4         | 7      | Gudaf Tsegay        | Etiopia     | 2'00"13 |                                          |
| 5         | 5      | Sifan Hassan        | Paesi Bassi | 2'00"27 | Miglior prestazione personale stagionale |
| 6         | 3      | Tintu Lukka         | India       | 2'00"58 | Miglior prestazione personale stagionale |
| 7         | 8      | Selma Kajan         | Australia   | 2'05"20 |                                          |
| 8         | 1      | Tsepang Sello       | Lesotho     | 2'10"22 |                                          |

#### Batteria 4
| Posizione | Corsia | Atleta              | Nazionalità | Tempo   | Note                                     |
| --------- | ------ | ------------------- | ----------- | ------- | ---------------------------------------- |
| 1         | 3      | Melissa Bishop      | Canada      | 1'58"38 | Q                                        |
| 2         | 4      | Maryna Arzamasava   | Bielorussia | 1'58"44 | Q                                        |
| 3         | 5      | Habitam Alemu       | Etiopia     | 1'58"99 | q                                        |
| 4         | 7      | Noélie Yarigo       | Benin       | 1'59"12 | q                                        |
| 5         | 2      | Halimah Nakaayi     | Uganda      | 1'59"78 | q                                        |
| 6         | 8      | Aníta Hinriksdóttir | Islanda     | 2'00"14 | Miglior prestazione personale stagionale |
| 7         | 1      | Christina Hering    | Germania    | 2'01"04 |                                          |
| 8         | 6      | Fatma El Sharnouby  | Egitto      | 2'21"24 |                                          |

#### Batteria 5
| Posizione | Corsia | Atleta              | Nazionalità | Tempo   | Note                                     |
| --------- | ------ | ------------------- | ----------- | ------- | ---------------------------------------- |
| 1         | 3      | Eunice Jepkoech Sum | Kenya       | 1'59"83 | Q                                        |
| 2         | 2      | Nataliia Lupu       | Ucraina     | 1'59"91 | Q                                        |
| 3         | 7      | Kate Grace          | Stati Uniti | 1'59"96 | q                                        |
| 4         | 8      | Renée Eykens        | Belgio      | 2'00"00 | q                                        |
| 5         | 1      | Tigist Assefa       | Etiopia     | 2'00"21 |                                          |
| 6         | 6      | Winnie Nanyondo     | Uganda      | 2'02"77 | Miglior prestazione personale stagionale |
| 7         | 4      | Amina Bakhit        | Sudan       | 2'07"65 |                                          |
| 8         | 5      | Swe Li Myint Myint  | Birmania    | 2'16"98 |                                          |

#### Batteria 6
| Posizione | Corsia | Atleta             | Nazionalità | Tempo   | Note                                     |
| --------- | ------ | ------------------ | ----------- | ------- | ---------------------------------------- |
| 1         | 3      | Angelika Cichocka  | Polonia     | 2'00"42 | Q                                        |
| 2         | 1      | Yusneysi Santiusti | Italia      | 2'00"45 | Q                                        |
| 3         | 4      | Rose Mary Almanza  | Cuba        | 2'00"50 |                                          |
| 4         | 8      | Malika Akkaoui     | Marocco     | 2'00"52 |                                          |
| 5         | 7      | Hedda Hynne        | Norvegia    | 2'01"64 | Miglior prestazione personale stagionale |
| 6         | 2      | Déborah Rodríguez  | Uruguay     | 2'01"86 |                                          |
| 7         | 5      | Simoya Campbell    | Giamaica    | 2'02"07 |                                          |
| 8         | 6      | Charline Mathias   | Lussemburgo | 2'09"30 |                                          |

#### Batteria 7
| Posizione | Corsia | Atleta           | Nazionalità | Tempo   | Note                                     |
| --------- | ------ | ---------------- | ----------- | ------- | ---------------------------------------- |
| 1         | 1      | Joanna Jóźwik    | Polonia     | 2'01"58 | Q                                        |
| 2         | 6      | Winny Chebet     | Kenya       | 2'01"65 | Q                                        |
| 3         | 8      | Esther Guerrero  | Spagna      | 2'01"85 |                                          |
| 4         | 4      | Lisneidy Veitia  | Cuba        | 2'02"10 |                                          |
| 5         | 2      | Rénelle Lamote   | Francia     | 2'02"19 |                                          |
| 6         | 5      | Eglė Balčiūnaitė | Lituania    | 2'02"98 | Miglior prestazione personale stagionale |
| 7         | 7      | Kenia Sinclair   | Giamaica    | 2'03"76 |                                          |
| 8         | 3      | Flávia de Lima   | Brasile     | 2'03"78 | Miglior prestazione personale stagionale |

#### Batteria 8
| Posizione | Corsia | Atleta                | Nazionalità        | Tempo   | Note                                     |
| --------- | ------ | --------------------- | ------------------ | ------- | ---------------------------------------- |
| 1         | 4      | Francine Niyonsaba    | Burundi            | 1'59"84 | Q                                        |
| 2         | 5      | Lovisa Lindh          | Svezia             | 2'00"04 | Q                                        |
| 3         | 8      | Natoya Goule          | Giamaica           | 2'00"49 |                                          |
| 4         | 3      | Lucia Hrivnák Klocová | Slovacchia         | 2'00"57 | Miglior prestazione personale stagionale |
| 5         | 7      | Yuliya Karol          | Bielorussia        | 2'01"09 | Miglior prestazione personale            |
| 6         | 2      | Chrishuna Williams    | Stati Uniti        | 2'01"19 |                                          |
| 7         | 1      | Fabienne Kohlmann     | Germania           | 2'05"36 |                                          |
| 8         | 6      | Elisabeth Mandaba     | Rep. Centrafricana | 2'11"70 | Record nazionale                         |

### Semifinali
Qualificazione: le prime due di ogni batteria (Q) e i successivi 2 migliori tempi (q).

#### Semifinale 1
| Posizione | Corsia | Atleta              | Nazionalità | Tempo   | Note |
| --------- | ------ | ------------------- | ----------- | ------- | ---- |
| 1         | 3      | Margaret Wambui     | Kenya       | 1'59"21 | Q    |
| 2         | 6      | Francine Niyonsaba  | Burundi     | 1'59"59 | Q    |
| 3         | 7      | Ajee' Wilson        | Stati Uniti | 1'59"75 |      |
| 4         | 4      | Nataliya Pryshchepa | Ucraina     | 1'59"95 |      |
| 5         | 1      | Renée Eykens        | Belgio      | 2'00"45 |      |
| 6         | 8      | Halimah Nakaayi     | Uganda      | 2'00"63 |      |
| 7         | 2      | Yusneysi Santiusti  | Italia      | 2'00"80 |      |
| 8         | 5      | Angelika Cichocka   | Polonia     | 2'01"29 |      |

#### Semifinale 2
| Posizione | Corsia | Atleta                | Nazionalità | Tempo   | Note                                     |
| --------- | ------ | --------------------- | ----------- | ------- | ---------------------------------------- |
| 1         | 1      | Joanna Jóźwik         | Polonia     | 1'58"93 | Q                                        |
| 2         | 4      | Melissa Bishop        | Canada      | 1'59"05 | Q                                        |
| 3         | 5      | Selina Büchel         | Svizzera    | 1'59"35 |                                          |
| 4         | 2      | Lovisa Lindh          | Svezia      | 1'59"41 | Miglior prestazione personale            |
| 5         | 7      | Shelayna Oskan-Clarke | Regno Unito | 1'59"45 | Miglior prestazione personale stagionale |
| 6         | 6      | Habitam Alemu         | Etiopia     | 2'00"07 |                                          |
| 7         | 3      | Eunice Jepkoech Sum   | Kenya       | 2'00"88 |                                          |
| 8         | 8      | Nataliia Lupu         | Ucraina     | 2'02"10 |                                          |

#### Semifinale 3
| Posizione | Corsia | Atleta            | Nazionalità | Tempo   | Note |
| --------- | ------ | ----------------- | ----------- | ------- | ---- |
| 1         | 5      | Caster Semenya    | Sudafrica   | 1'58"15 | Q    |
| 2         | 4      | Lynsey Sharp      | Regno Unito | 1'58"65 | Q    |
| 3         | 6      | Kate Grace        | Stati Uniti | 1'58"79 | q    |
| 4         | 3      | Maryna Arzamasava | Bielorussia | 1'58"87 | q    |
| 5         | 8      | Noélie Yarigo     | Benin       | 1'59"78 |      |
| 6         | 7      | Winny Chebet      | Kenya       | 2'01"90 |      |
| 7         | 2      | Amela Terzić      | Serbia      | 2'03"81 |      |
| 8         | 1      | Wang Chunyu       | Cina        | 2'04"05 |      |

### Finale
| Record mondiale      | Jarmila Kratochvílová | 1'53"28 | Monaco di Baviera | 26 luglio 1983 |
| Record olimpico      | Nadezhda Olizarenko   | 1'53"43 | Mosca             | 27 luglio 1980 |
| Capolista stagionale | Caster Semenya        | 1'55"33 | Monaco            | 15 luglio 2016 |

Sabato 20 agosto, ore 21:15.
| Pos.    | Atleta             | Età | Nazione       | Tempo   | Note                          |
| ------- | ------------------ | --- | ------------- | ------- | ----------------------------- |
| Oro     | Caster Semenya     | 25  | Sudafrica     | 1'55"28 | Record nazionale              |
| Argento | Francine Niyonsaba | 23  | Burundi       | 1'56"49 |                               |
| Bronzo  | Margaret Wambui    | 21  | Kenya         | 1'56"89 | Miglior prestazione personale |
| 4       | Melissa Bishop     | 28  | Canada        | 1'57"02 | Record nazionale              |
| 5       | Joanna Jóźwik      | 25  | Polonia       | 1'57"37 | Miglior prestazione personale |
| 6       | Lynsey Sharp       | 26  | Gran Bretagna | 1'57"69 | Miglior prestazione personale |
| 7       | Marina Arzamasava  | 29  | Bielorussia   | 1'59"10 |                               |
| 8       | Kate Grace         | 28  | Stati Uniti   | 1'59"57 |                               |